# Sport Club Fortuna Köln 1973-1974
Questa voce raccoglie le informazioni riguardanti lo Sport Club Fortuna Köln nelle competizioni ufficiali della stagione 1973-1974.

## Stagione
Nella stagione 1973-1974 il Fortuna Colonia, allenato da Volker Kottmann, Jean Löring e Willi Holdorf, concluse il campionato di Bundesliga al 17º posto. In Coppa di Germania il Fortuna Colonia fu eliminato agli ottavi di finale dall'Hannover 96.

## Rosa
| N. |                     | Ruolo | Calciatore         |
| -- | ------------------- | ----- | ------------------ |
|    | Germania (bandiera) | P     | Wolfgang Fahrian   |
|    | Germania (bandiera) | P     | Helmar Schwarzbach |
|    | Germania (bandiera) | D     | Peter Boers        |
|    | Germania (bandiera) | D     | Hans-Günter Neues  |
|    | Germania (bandiera) | D     | Günter Schwaba     |
|    | Germania (bandiera) | D     | Karl-Heinz Struth  |
|    | Germania (bandiera) | D     | Gerd Zimmermann    |
|    | Germania (bandiera) | C     | Rolf Bauerkämper   |
|    | Irlanda (bandiera)  | C     | Noel Campbell      |
|    | Germania (bandiera) | C     | Manfred Dörper     |

| N. |                     | Ruolo | Calciatore          |
| -- | ------------------- | ----- | ------------------- |
|    | Germania (bandiera) | C     | Wolfgang Glock      |
|    | Germania (bandiera) | C     | Gerd Knoth          |
|    | Germania (bandiera) | C     | Günter Oleknavicius |
|    | Perù (bandiera)     | A     | Julio Baylón        |
|    | Germania (bandiera) | A     | Helmut Bergfelder   |
|    | Germania (bandiera) | A     | Rolf Kucharski      |
|    | Germania (bandiera) | A     | Karl-Heinz Mödrath  |
|    | Germania (bandiera) | A     | Friedhelm Otters    |
|    | Germania (bandiera) | A     | Wolfgang Thier      |
|    | Germania (bandiera) | A     | Lothar Wesseler     |

## Organigramma societario
Area tecnica
- Allenatore: Willi Holdorf
- Allenatore in seconda:
- Preparatore dei portieri:
- Preparatori atletici:

## Calciomercato

### Sessione estiva
| Acquisti | Acquisti        | Acquisti                | Acquisti |
| R.       | Nome            | da                      | Modalità |
| -------- | --------------- | ----------------------- | -------- |
| A        | Lothar Wesseler | Eintracht Gelsenkirchen |          |

| Cessioni | Cessioni | Cessioni | Cessioni |
| R.       | Nome     | a        | Modalità |
| -------- | -------- | -------- | -------- |

### Sessione invernale
| Acquisti | Acquisti | Acquisti | Acquisti |
| R.       | Nome     | da       | Modalità |
| -------- | -------- | -------- | -------- |

| Cessioni | Cessioni | Cessioni | Cessioni |
| R.       | Nome     | a        | Modalità |
| -------- | -------- | -------- | -------- |

## Risultati

### Bundesliga

#### Girone di andata
| Arbitro: | Aldinger |

|                                   |           |           |
| Köppel 32’, 49’ Danner 37’ (rig.) | Marcatori | 89’ Glock |

| Arbitro: | Horstmann |

|  |           |                                        |
|  | Marcatori | 32’ Breitner 62’ Hoeneß 81’ Dürnberger |

| Arbitro: | Waltert |

|               |           |          |
| Bergfelder 4’ | Marcatori | 56’ Geye |

| Arbitro: | Seiler |

|  |           |                           |
|  | Marcatori | 28’ Zimmermann 54’ Struth |

| Arbitro: | Biwersi |

|                                |           |                                 |
| Mödrath 56’ Kucharski 73’, 83’ | Marcatori | 17’ Müller 34’ Beer 38’ Sziedat |

| Wuppertal 8 settembre 1973, ore 15:30 CET 6ª giornata | Wuppertal | 0 – 0 referto | Fortuna Colonia | Stadion am Zoo (12 500 spett.)\| Arbitro: \| Betz \| |
| Arbitro:                                              | Betz      |               |                 |                                                      |

| Arbitro: | Linn |

|                         |           |                |
| Oleknavicius 55’ (rig.) | Marcatori | 75’ Beverungen |

| Arbitro: | Berner |

|                |           |  |
| Weist 45’, 52’ | Marcatori |  |

| Arbitro: | Riegg |

|                                  |           |                          |
| Anders 73’ (aut.) Zimmermann 89’ | Marcatori | 2’ Stegmayer 22’ Reimann |

| Arbitro: | Gabor |

|                                                         |           |                   |
| Hölzenbein 66’ Trinklein 73’ Nickel 77’ Kalb 87’ (rig.) | Marcatori | 6’, 62’ Kucharski |

| Arbitro: | Hennig |

|  |           |                      |
|  | Marcatori | 21’ Overath 73’ Löhr |

| Arbitro: | Frickel |

|            |           |                                       |
| Wunder 30’ | Marcatori | 11’ Baylón 43’ Struth 79’ Bauerkämper |

| Arbitro: | Ohmsen |

|                                                |           |                                  |
| Bergfelder 27’ Otters 65’ Kucharski 84’ (rig.) | Marcatori | 12’, 74’ Sandberg 32’ Toppmöller |

| Arbitro: | Nickel |

|                            |           |                |
| Entenmann 37’ Ohlicher 82’ | Marcatori | 18’ Bergfelder |

| Arbitro: | Schmoock |

|                          |           |                          |
| Zimmermann 56’ Glock 71’ | Marcatori | 18’ Tenhagen 39’ Walitza |

| Arbitro: | Biwersi |

|                                                       |           |  |
| Zimmermann 24’ (aut.), 30’ (aut.) Hönig 67’ Nogly 84’ | Marcatori |  |

| Arbitro: | Roth |

|                                      |           |                  |
| Kucharski 41’ Koppenhöfer 46’ (aut.) | Marcatori | 84’ Blechschmidt |

#### Girone di ritorno
| Arbitro: | Seiler |

|                                    |           |                                             |
| Kucharski 8’ Mödrath 50’ Glock 53’ | Marcatori | 17’ Rupp 41’ Köstner 59’, 72’, 79’ Heynckes |

| Arbitro: | Dittmer |

|                                                      |           |               |
| Müller 4’, 42’, 70’ Schwarzenbeck 32’ Dürnberger 47’ | Marcatori | 17’ Kucharski |

| Arbitro: | Nickel |

|                                                 |           |            |
| Zewe 5’ Geye 10’, 90’ (rig.) Budde 26’ Seel 89’ | Marcatori | 67’ Struth |

| Arbitro: | Redelfs |

|                      |           |                                 |
| Kucharski 90’ (rig.) | Marcatori | 33’ Dörre 67’ Lippens 77’ Gecks |

| Arbitro: | Wohlfarth |

|                   |           |            |
| Müller 39’ (rig.) | Marcatori | 34’ Struth |

| Arbitro: | Dreher |

|                   |           |            |
| Wesseler 53’, 89’ | Marcatori | 50’ Cremer |

| Arbitro: | Messmer |

|                                                                  |           |              |
| Fischer 13’, 38’, 73’ (rig.) Scheer 51’ Kremers 85’ Rüssmann 89’ | Marcatori | 62’ Wesseler |

| Arbitro: | Klauser |

|           |           |                                          |
| Glock 71’ | Marcatori | 40’ Erkenbrecher 69’ Røntved 85’ Assauer |

| Arbitro: | Biwersi |

|                  |           |           |
| Siemensmeyer 43’ | Marcatori | 53’ Neues |

| Arbitro: | Quindeau |

|                                   |           |                     |
| Wesseler 35’ Otters 39’ Glock 84’ | Marcatori | 54’, 63’ Hölzenbein |

| Arbitro: | Weyland |

|                                   |           |  |
| Flohe 26’, 73’, 80’ Löhr 47’, 88’ | Marcatori |  |

| Arbitro: | Schäfer |

|                                   |           |  |
| Struth 5’ (rig.), 35’ (rig.), 79’ | Marcatori |  |

| Arbitro: | Haselberger |

|                          |           |            |
| Toppmöller 56’ Fuchs 82’ | Marcatori | 52’ Struth |

| Arbitro: | Kollmann |

|           |           |  |
| Glock 69’ | Marcatori |  |

| Arbitro: | Lutz |

|                       |           |  |
| Balte 20’ Walitza 80’ | Marcatori |  |

| Arbitro: | Dreher |

|                                            |           |  |
| Glock 49’ Struth 70’ (rig.) Zimmermann 81’ | Marcatori |  |

| Arbitro: | Ohmsen |

|                                        |           |  |
| Kostedde 17’, 71’ Weber 85’ Enders 88’ | Marcatori |  |

### Coppa di Germania
| Arbitro: | Jensen |

|                                            |           |                    |
| Oleknavicius 43’ Glock 94’ Bergfelder 104’ | Marcatori | 55’, 115’ Ohlicher |

| Colonia 19 dicembre 1973, ore CET Ottavi di finale | Fortuna Colonia | 0 – 0 (d.t.s.) referto | Hannover 96 | Südstadion (4 000 spett.)\| Arbitro: \| Linn \| |
| Arbitro:                                           | Linn            |                        |             |                                                 |

| Arbitro: | Grether |

|                        |           |  |
| Denz 15’ Stegmayer 67’ | Marcatori |  |

## Statistiche

### Statistiche di squadra
| Competizione      | Punti | In casa | In casa | In casa | In casa | In casa | In casa | In trasferta | In trasferta | In trasferta | In trasferta | In trasferta | In trasferta | Totale | Totale | Totale | Totale | Totale | Totale | DR  |
| Competizione      | Punti | G       | V       | N       | P       | Gf      | Gs      | G            | V            | N            | P            | Gf           | Gs           | G      | V      | N      | P      | Gf     | Gs     | DR  |
| ----------------- | ----- | ------- | ------- | ------- | ------- | ------- | ------- | ------------ | ------------ | ------------ | ------------ | ------------ | ------------ | ------ | ------ | ------ | ------ | ------ | ------ | --- |
| Bundesliga        | 25    | 17      | 6       | 6       | 5       | 31      | 32      | 17           | 2            | 3            | 12           | 15           | 47           | 34     | 8      | 9      | 17     | 46     | 79     | -33 |
| Coppa di Germania | -     | 2       | 1       | 1       | 0       | 3       | 2       | 1            | 0            | 0            | 1            | 0            | 2            | 3      | 1      | 1      | 1      | 3      | 4      | -1  |
| Totale            | 25    | 19      | 7       | 7       | 5       | 34      | 34      | 18           | 2            | 3            | 13           | 15           | 49           | 37     | 9      | 10     | 18     | 49     | 83     | -34 |

### Andamento in campionato
| Giornata  | 1  | 2  | 3  | 4  | 5  | 6  | 7  | 8  | 9  | 10 | 11 | 12 | 13 | 14 | 15 | 16 | 17 | 18 | 19 | 20 | 21 | 22 | 23 | 24 | 25 | 26 | 27 | 28 | 29 | 30 | 31 | 32 | 33 | 34 |
| --------- | -- | -- | -- | -- | -- | -- | -- | -- | -- | -- | -- | -- | -- | -- | -- | -- | -- | -- | -- | -- | -- | -- | -- | -- | -- | -- | -- | -- | -- | -- | -- | -- | -- | -- |
| Luogo     | T  | C  | C  | T  | C  | T  | C  | T  | C  | T  | C  | T  | C  | T  | C  | T  | C  | C  | T  | T  | C  | T  | C  | T  | C  | T  | C  | T  | C  | T  | C  | T  | C  | T  |
| Risultato | P  | P  | N  | V  | N  | N  | N  | P  | N  | P  | P  | V  | N  | P  | N  | P  | V  | P  | P  | P  | P  | N  | V  | P  | P  | N  | V  | P  | V  | P  | V  | P  | V  | P  |
| Posizione | 15 | 17 | 16 | 14 | 11 | 13 | 10 | 15 | 13 | 16 | 17 | 16 | 16 | 16 | 16 | 16 | 16 | 17 | 18 | 18 | 18 | 18 | 18 | 18 | 18 | 18 | 17 | 18 | 16 | 17 | 17 | 17 | 16 | 17 |

Legenda:

Luogo: C = Casa; T = Trasferta. Risultato: V = Vittoria; N = Pareggio; P = Sconfitta.

### Statistiche dei giocatori
| Giocatore       | Bundesliga | Bundesliga | Bundesliga  | Bundesliga | Coppa di Germania | Coppa di Germania | Coppa di Germania | Coppa di Germania | Totale   | Totale | Totale      | Totale     |
| Giocatore       | Presenze   | Reti       | Ammonizioni | Espulsioni | Presenze          | Reti              | Ammonizioni       | Espulsioni        | Presenze | Reti   | Ammonizioni | Espulsioni |
| --------------- | ---------- | ---------- | ----------- | ---------- | ----------------- | ----------------- | ----------------- | ----------------- | -------- | ------ | ----------- | ---------- |
| H. Backes       | 0          | 0          | 0           | 0          | 0                 | 0                 | 0                 | 0                 | 0        | 0      | 0           | 0          |
| R. Bauerkämper  | 18         | 1          | 0           | 0          | 0                 | 0                 | 0                 | 0                 | 18       | 1      | 0           | 0          |
| J. Baylón       | 13         | 1          | 1           | 0          | 0                 | 0                 | 0                 | 0                 | 13       | 1      | 1           | 0          |
| H. Bergfelder   | 32         | 3          | 3           | 0          | 3                 | 1                 | 0                 | 0                 | 35       | 4      | 3           | 0          |
| P. Boers        | 28         | 0          | 6           | 0          | 3                 | 0                 | 0                 | 0                 | 31       | 0      | 6           | 0          |
| N. Campbell     | 29         | 0          | 1           | 0          | 3                 | 0                 | 0                 | 0                 | 32       | 0      | 1           | 0          |
| J. Daniel       | 0          | 0          | 0           | 0          | 0                 | 0                 | 0                 | 0                 | 0        | 0      | 0           | 0          |
| M. Dörper       | 0          | 0          | 0           | 0          | 0                 | 0                 | 0                 | 0                 | 0        | 0      | 0           | 0          |
| W. Fahrian      | 34         | 0          | 0           | 0          | 3                 | 0                 | 0                 | 0                 | 37       | 0      | 0           | 0          |
| W. Glock        | 33         | 7          | 3           | 0          | 3                 | 1                 | 0                 | 0                 | 36       | 8      | 3           | 0          |
| R. Hattenberger | 0          | 0          | 0           | 0          | 0                 | 0                 | 0                 | 0                 | 0        | 0      | 0           | 0          |
| K. Haymann      | 0          | 0          | 0           | 0          | 0                 | 0                 | 0                 | 0                 | 0        | 0      | 0           | 0          |
| G. Knoth        | 0          | 0          | 0           | 0          | 0                 | 0                 | 0                 | 0                 | 0        | 0      | 0           | 0          |
| R. Kucharski    | 22         | 9          | 1           | 0          | 2                 | 0                 | 0                 | 0                 | 24       | 9      | 1           | 0          |
| H. Linßen       | 0          | 0          | 0           | 0          | 0                 | 0                 | 0                 | 0                 | 0        | 0      | 0           | 0          |
| K. Mödrath      | 4          | 2          | 1           | 0          | 1                 | 0                 | 0                 | 0                 | 5        | 2      | 1           | 0          |
| H. Neues        | 32         | 1          | 6           | 0          | 3                 | 0                 | 0                 | 0                 | 35       | 1      | 6           | 0          |
| G. Oleknavicius | 28         | 1          | 1           | 0          | 3                 | 1                 | 0                 | 0                 | 31       | 2      | 1           | 0          |
| F. Otters       | 25         | 2          | 3           | 0          | 1                 | 0                 | 0                 | 0                 | 26       | 2      | 3           | 0          |
| G. Schwaba      | 23         | 0          | 1           | 0          | 3                 | 0                 | 0                 | 0                 | 26       | 0      | 1           | 0          |
| H. Schwarzbach  | 0          | 0          | 0           | 0          | 0                 | 0                 | 0                 | 0                 | 0        | 0      | 0           | 0          |
| K. Struth       | 33         | 9          | 2           | 0          | 3                 | 0                 | 0                 | 0                 | 36       | 9      | 2           | 0          |
| W. Thier        | 29         | 0          | 0           | 0          | 3                 | 0                 | 0                 | 0                 | 32       | 0      | 0           | 0          |
| L. Wesseler     | 17         | 4          | 1           | 0          | 2                 | 0                 | 0                 | 0                 | 19       | 4      | 1           | 0          |
| G. Zimmermann   | 29         | 4          | 0           | 0          | 3                 | 0                 | 0                 | 0                 | 32       | 4      | 0           | 0          |